# ウォルフ1061
ウォルフ1061 (Wolf 1061) は、太陽系から13.82光年離れた赤色矮星である。太陽の4分の1の質量しか持たない。さらに太陽の0.78%の光度しかない為、地球から肉眼で見ることはできない。

## 惑星系
2015年、ウォルフ1061の視線速度の観測から3つの太陽系外惑星が発見されたと発表された。質量から推測して、3つの惑星はすべて地球のように岩石で構成されたスーパーアースである可能性がある。
そのうちのひとつであるウォルフ1061 cはウォルフ1061のハビタブルゾーン (液体の水が存在できる領域) の中を17.867日で公転している。その為、表面には液体の水や生命が存在する可能性がある。しかし、月のように主星に対して同じ方向を向けて公転しているとされている為、液体の水や生命が存在できる領域はかなり限られる可能性がある。
| 名称 （恒星に近い順） | 質量          | 軌道長半径 （天文単位） | 公転周期 (日) | 軌道離心率  | 軌道傾斜角 | 半径           |
| --------------------- | ------------- | ----------------------- | ------------- | ----------- | ---------- | -------------- |
| b                     | >1.36±0.23 M⊕ | 0.035509±0.000007       | 4.8876±0.0014 | 0.0 (flxed) | —          | 1.44 (推測) R⊕ |
| c                     | >4.25±0.37 M⊕ | 0.08427±0.00004         | 17.867±0.011  | 0.19±0.13   | —          | 1.64 (推測) R⊕ |
| d                     | >5.21±0.68 M⊕ | 0.2039±0.0002           | 67.27±0.12    | 0.32±0.16   | —          | 2.04 (推測) R⊕ |